# Jens-Lars Fleischer
Jens-Lars Fleischer (født 1. januar 1960 i Ikerasak, død juni 2025) var en grønlandsk politiker, der repræsenterede partiet Siumut.
Han var fra 1989 medlem af kommunestyret i Uummannaq Kommune, og startede i 2005 sin anden periode som borgmester. Hans første periode var 1997 – 2001. Han sad i Landstinget fra 2005, og sad også i Siumuts hovedstyre. 
I tillæg var han formand for KANUKOKA i 2001-05, og han var formand for Grønlandsdelegationen i ICC-Greenland i perioden 2002-2005.